# 细胞分裂

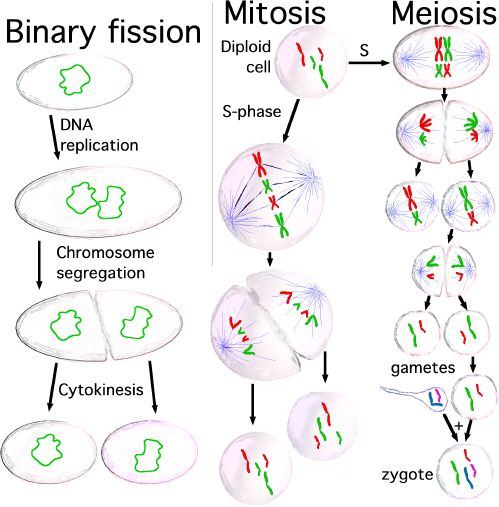
三種細胞分裂。（由左起：原核分裂（二分法）、有絲分裂、减数分裂）

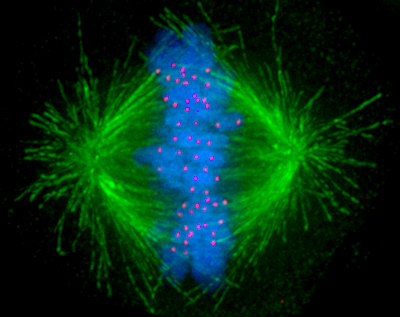
人類細胞的有絲分裂紡錘體圖像，綠色:微管，藍:染色體（脫氧核糖核酸），紅色著絲粒。

超過42小時的細胞分裂

Cell分裂（英語：cell division）是生物体生长和繁殖的基础，通常由一个母细胞产生两个或若干子细胞，是細胞週期的一部分。产生两个不同子细胞的分裂被称为不对称细胞分裂，也称为异裂。
根据类型常可区分为有丝分裂（mitosis）和无丝分裂，在真核生物中以有丝分裂尤为重要，它不改变染色体的倍数。
细胞分裂的另外一种形式是减数分裂（meiosis）。减数分裂产生染色体倍数减半的生殖细胞，即配子，这是有性生殖的必要条件。
如果细胞分裂失去控制，常常导致特定细胞团的增生，异生或肿瘤。严重的情况下发生恶性肿瘤，其中上皮组织来源的被称为癌症。

## 原核细胞的分裂
原核细胞和真核细胞的细胞分裂方式沒有很大的不同。原核细胞的分裂方式简单，细胞周期短，在适宜条件下可大量繁殖（如细菌每20分钟就可分裂一次）。其分裂方式为一分二或二分裂，與無絲分裂的路徑相似但兩者並不能互通:無絲分裂雖然簡化了有絲分裂的精密流程，但它的「簡單」仍是建構在「真核細胞該有的基礎條件」上。原核生物缺乏這些內部機構，連「核都沒有」，根本沒有辦法模仿或執行這個流程。

## 真核细胞的分裂
真核细胞的分裂较原核细胞复杂的多，根据细胞在分裂过程中所表现的形式不同，大体分为三种类型，无丝分裂，有丝分裂和减数分裂。

### 无丝分裂
又称直接分裂，无丝分裂曾一度被认为只在低等生物中普遍，因为这种分裂方式是细胞核和细胞质直接分裂，遗传物质不能平均分配。是发现最早的一种细胞分裂方式。早在1841年，罗伯特·雷马克（R.Remak）首先在鸡胚血细胞中观察到这种分裂方式。因为在分裂过程中没有出现纺缍丝和染色体的变化，所以1882年，Flemming提出无丝分裂的概念。

### 有丝分裂
最初称这种分裂方式为核分裂，因为在分裂过程中出现纺缍体和染色体等一系列变化，然后才出现细胞的真正分裂，所以又称为间接分裂或有丝分裂。1882年華爾瑟·弗萊明提出，还由于这种分裂方式是多细胞生物体的体细胞的分裂方式，故又称体细胞分裂。
有丝分裂是一连续的复杂动态过程，为叙述方便，根据形态学上的变化，按这些过程的先后顺序分为分裂间期和分裂期，分裂期又分为：前期（Prophase）、中期（Metaphase）、后期（Anaphase）和末期（Telophase）。高等植物和动物的有丝分裂大体相同，但也有少许区别。

#### 分裂间期
高等植物和动物的分裂间期基本相同。这个时期为一个有丝分裂周期的开始。此时，RNA和蛋白质开始合成，DNA复制。

#### 前期(prophase)
細胞開始進入有絲分裂過程時，在光學顯微鏡下逐漸可以觀察到染色質在核中聚縮（condensation）成可見的多個染色單體，複製成雙的染色單體連結在一起此時即稱為姊妹染色體（sister chromatid）或二分體，藉由中節（centromere）聯繫在一起。此時細胞含有四倍數的染色體，稱為4a。核膜、核仁逐渐消失，核内物质与细胞质彼此混合。到前期末期染色體已經變的較粗短。在核外的細胞質中可見到紡綞絲（microtubular spindle）形成。纵行排列在细胞中央，形成纺锤体；而动物和一些低等植物中，中心粒复制成双并分别移向两极，发出星射线，形成纺锤体。细胞内的染色体散乱地分布在纺锤体中央。

#### 中期(metaphase)
核膜完全消失不见，纺锤絲开始变得清晰。每个染色体上的着丝点分别附着着纺锤丝（或星射线）。着丝点受其两极拉力开始上下移动，最后两极拉力达到均衡，着丝点均排列于细胞中央的赤道板上。染色体的清晰度达到最高点。

#### 后期(anaphase)
每个着丝点分裂成两个，构成每个染色体的两条姐妹染色单体彼此分开，成为两条形状、大小相同的染色体，在纺锤丝（或星射线）牵引下向分别两极移动。複製的染色體與原來染色體分離成為兩條獨立染色體，平均分配至細胞兩端，细胞内的染色体在这个时期暂时加倍。動物細胞逐漸拉長中央凹陷，植物細胞形狀不變。

#### 末期(telophase)
染色体到达两极后，开始解螺旋成为细长盘曲的染色质。同时，核膜、核仁重现。核膜把染色质包裹，出现两个新细胞核。纺锤体消失，细胞质开始分裂。植物细胞的赤道板位置上出现细胞板，并由中向两边扩散形成细胞壁，一个细胞分裂为两个细胞；动物细胞的细胞膜从中央凹陷，把细胞质缢裂成为两部分。分裂期至此结束。

### 胞质分裂
除特殊组织细胞外，多数细胞在染色体解旋和核膜形成的同时，便进行细胞体的分裂，或称胞质分裂。但也有胞质分裂与核分裂不同步的。
动物细胞的胞质分裂，是以缢缩和起沟的方式进行的，缢缩的动力推测是由于在细胞质周边有一个微丝（microfilaments, actin）以及肌球蛋白（myosin，一種細胞骨架）组成的“收缩环”，它的紧缩使细胞产生缢束，在缢束处起沟，使细胞一分为二。
植物细胞的胞质分裂，因带有细胞壁的缘故，另具特点。是靠形成细胞板来完成的。
在分裂未期，赤道面处的纺缍丝保留下来，并增加微管（一種細胞骨架）数量，向四周扩展，形成桶状结构—成膜体（phragmoplast）。来自内质网和高尔基复合体的含有多糖的小泡移向成膜体，小泡膜融合在一起而成为细胞板（cell plate）。一些充满果胶类物质的小泡，继续向细胞板间添充，形成中胶层及初生壁成分。最后细胞板两层膜和亲体细胞的质膜融合，将细胞一分为二。
真菌细胞的分裂同时具有上述两种特征。如裂殖酵母（fission yeast, Schizosaccharomyces pombe）分裂时，微丝环紧缩发生在分裂末期。胞质分裂完成后细胞板（此处称为septum）开始形成。在细胞板周围也有类似于桶状的微管结构， 称为post-anaphase array（PAA）。在细胞板形成过程中，内质网和高尔基体的同源结构均在细胞中央集结。

## 减数分裂

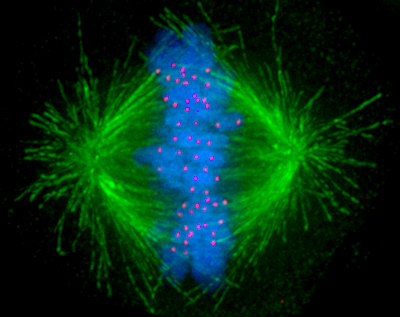
人体细胞中有丝分裂纺锤体的图像，绿色为微管，蓝色为染色体，红色为动粒。

细胞分裂。细胞在细胞培养容器中直接成像，使用非侵入性定量相差延时显微镜。

减数分裂是真核细胞中的一种特殊的细胞分裂，指通过两个细胞周期使染色体数目减少一半的细胞分裂方式。减数分裂只有出现在进行有性生殖的生物的生殖细胞中，于1883年由Beneden最先阐述。由于发生在生殖细胞成熟过程中，所以又有成熟分裂（maturation division）之称。
减数分裂使亲代与子代之间的染色体数目保持恒定，保证了物种的相对稳定性；另外在减数分裂过程中，发生非同源染色体的重新组合，以及同源染色体间的染色体互换，从而使配子的遗传基础多样化，这就为生物的变异及其对环境条件的适应性提供了重要的物质基础。因此，减数分裂是生物有性生殖的基础，是生物遗传、生物进化和生物多样性的重要基础保证。

### 转变
精原细胞和卵原细胞从进行有丝分裂的，而到初级性母细胞却改为减数分裂了。控制调节这种分裂方式的转变的因素尚不清楚，推测可能是多因素的综合作用结果，不过根据有些学者初步实验，可以断定这种转变是发生在前减数分裂的G2期（减数分裂前间期的G2期）。

### 过程分析
减数分裂Ⅰ（英語：meiosis Ⅰ，又称减数第一次分裂）包括：前期Ⅰ、前中期Ⅰ、中期Ⅰ、后期Ⅰ、未期Ⅰ和胞质分裂Ⅰ六个阶段。然后，通过一个短暂的间期进入减数分裂Ⅱ。
减数分裂Ⅱ（英語：meiosis Ⅱ）包括：前期Ⅱ、中期Ⅱ、后期Ⅱ、未期Ⅱ）。减数分裂Ⅰ有其鲜明特点，主要表现在前期Ⅰ染色体配对和基因重组。减数分裂Ⅱ与一般有丝分裂比较类似。
前期Ⅰ根据染色体的形态变化可依序划分为以下几个时期：

###### 細絲期（leptotene）
此時期在光學顯微鏡下可觀察到染色體，但仍看不清此時染色體已含一對染色分體。染色體正逐漸加厚，端粒散佈在細胞核內，並在細絲期將終了時附著至核膜。同源染色體中同源區域的DNA在此時期就已經彼此附著再一起。在酵母菌及小鼠上的研究顯示DNA雙股斷裂是發生在細絲期，即使這時還看不出染色體已經配對。

###### 偶絲期（zygotene）
此時期可以看到同源染色體彼此附著在一起（即聯會），形成二價體（或稱四分體）。電子顯微鏡圖顯示出染色體聯會時會形成聯會複合體（簡稱SC），有橫向蛋白質絲將兩側的元件連結起來，形成梯子般的構造。每一條同源染色體會形成許多環圈並沿著SC的側邊元件（含有黏蛋白）排列。SC的功能主要是作為骨架使染色分體可以進行互換，聯會的結束就代表偶絲期進入尾聲。

###### 粗絲期（pachytene）
此時期聯會已結束。完整的SC形成，且同源染色體從頭至尾緊緊相連。在電子顯微鏡下可看到SC的中央出現數個直徑約100nm且具高電子密度的構造，稱為重組節，位於發生互換的位置上，可促進基因重組。當粗絲期進入尾聲，重組也隨之完成。

###### 雙絲期（diplotene）
此時期重組已完成，SC解散，只留下特定位置形成X狀結構的成對染色體（染色體交叉），這些交叉點可看出基因重組的程度，而雙絲期因為同源染色體間的距離較大而使交叉點更容易被觀察到。在脊椎動物的卵子生成中，卵母細胞在雙絲期進行生長，早期胚胎發育會需要卵母細胞在此時所轉錄出來的RNA。

###### 終變期（diakinesis）
此時細胞中已組裝出減數分裂紡錘體。有一些物種的染色體在雙絲期時會變得鬆散，當進入終變期後，它們又再次濃縮。當終變期進入尾聲時，核仁會消失而核膜則會瓦解，且四分體會朝中期板移動。此時每一對同源染色體間至少都有一個交叉點，這些交叉點可避免四分體在SC解散時就彼此分離。在脊椎動物的卵母細胞中，促成熟因子（MPF）的活性提高會引發上述事件。

## 無合成分裂
2022年4月，中華民國中央研究院細胞與個體生物學研究所的陳振輝助研究員在《自然》發表論文，以斑馬魚作實驗材料，發現新的細胞分裂方式並將其命名為「無合成分裂」（Asynthetic Fission）。無合成分裂的細胞僅作增生用途，並無DNA複製遺傳物質的過程，初步推斷作用為應付生物在急速成長時身體表皮表面積的快速延展。無合成分裂的過程雖短暫但不可或缺。而據研究實驗材料的觀察結果，有些表皮細胞會分裂2次成4顆細胞；有些分裂1次成2顆細胞；還有些不會分裂，維持1顆細胞；也發現有少數細胞可以逆轉分裂過程，形成雙核細胞，無合成分裂初步僅在表皮細胞上發現。

## 影响因素
能够影响细胞分裂的因素很多，而且极为复杂，目前还没达到对其全面认识的水平。
1. 细胞的表面积与体积之比以及细胞核与细胞质体积之间的平衡：细胞通过它的表面不断地与周围环境或邻近细胞进行物质交换，这么它就必须有足够的表面积，否则它的代谢作用就很难进行。但细胞的体积由于生长而逐渐增大时，表面积与体积的比例就会变得越来越小，物质交换适应不了细胞的需要，这可以引起细胞的分裂，以恢复适宜的比例。同样的，细胞核中的遗传信息指引和控制范围有限，细胞核对太大范围的细胞质的调控作用就会相对减少。
曾做过这样的实验：当人工培养的变形虫快要分裂的时候，把它的细胞质切去一大块，这个变形虫就不再分裂。等它长大起来又要分裂的时候又切去一块，它也不再分裂。但如果让其继续生长，体积达到一定大小时，它又会分裂起来。
2. 抑素
3. cAMP
4. 激素
5. 接触抑制（contact inhibition）

以及其它种种因素

## 延伸閱讀
- Morgan HI. (2007). "The Cell Cycle: Principles of Control" London: New Science Press.
- J.M.Turner Fetus into Man (1978, 1989). Harvard University Press. ISBN 0-674-30692-9
- Cell division: binary fission and mitosis